# Løvvangskolen
Løvvangskolen er en skole i bydelen Løvvang, Nørresundby, Aalborg Kommune.
Skolen blev bygget i 1970 på et tidspunkt med et stigende børnetal i Nørresundby og den fik hurtigt næsten 1.000 elever.
Et mediatek i forbindelse med skolebiblioteket blev oprettet i slutningen af 1980'erne og det gjorde eleverne i stand til at lave videofilm.
Samtidig fik 6. klasseseleverne mediakundskab på skoleskemaet.
I 2016 blev det besluttet at lukke Løvvangskolen og flytte eleverne til Nr. Uttrup Skole og Gl. Lindholm Skole.
Byggematerialet PCB var anvendt og en renovering ville være omfattende. 
I 2019 var skolen en af de få i Aalborg Kommune der var blevet lukket.
En brand i skolebygningen begyndte den 30. juni 2024.